# Michelle Collins (atleta)
Michelle Collins (Zona del Canal de Panamá, Estados Unidos, 12 de febrero de 1971) es una atleta estadounidense, especializada en la prueba de 4x400 m, en la que llegó a ser subcampeona mundial en 1999.

## Carrera deportiva
En el Mundial de Sevilla 1999 ganó la medalla de plata en el relevo 4x400 metros, con un tiempo de 3: 22.09 segundos, tras Rusia y por delante de Alemania, siendo sus compañeras de equipo: Suziann Reid, Maciel Malone-Wallace, Jearl Miles Clark.